# Fiat Barchetta
Fiat barchetta är en bil med öppen kaross från Fiat, introducerad 1995. Namnet skall enligt Fiat skrivas med litet b. Modellen är designad av greken Andreas Zapatinas. Den tillverkades hos italienska karosseri-firman Maggiora till och med år 2003 när Maggiora gick i konkurs. Efter ett uppehåll på något år producerades den sedan i Fiats egna anläggningar. Namnet "barchetta" betyder "liten båt". Fiat genomförde några uppgraderingar på barchettan och 2001 kom det ett extra bromsljus på bakluckan. I samband med flytten av produktionen till Fiat ändrades utseendet både fram och bak. Första årsmodellen är 1995 och tillverkningen upphörde i juli 2005. Totalt tillverkades cirka 57700 bilar varav de allra flesta under de första åren.
Bilen är en så kallad roadster, vilket innebär att den inte har något baksäte samt att den är öppen. Den har en vinylsufflett. Den är framhjulsdriven och har en 16-ventils 1,8 liters motor på 131 hk vid 6300 rpm. Som standard hade den tygklädsel men vissa specialmodeller hade läderklädsel. Hard-top fanns som tillbehör. Bilen är 3915 mm lång, 1640 mm bred och 1270 mm hög. Toppfart är 200 km/h och accelerationen är 0-100 km/h på 8,9 sekunder.